# Argent coupé
L'argent coupé (parfois appelé hacksilver, hacksilber ou argent haché) est constitué de fragments d'objets en argent coupés et courbés qui étaient utilisés comme lingots ou comme monnaie au poids au Moyen Âge.
Le terme "Hacksilber" est un terme allemand spécifique, lié à une pratique historique d'échange de pièces d'argent coupées. Quoique illégale, cette pratique d'argent coupé était une pratique courante au Moyen Âge en raison de la nécessité d'avoir des petites sommes et du manque de standardisation des monnaies. 

## Utilisation

Règlement de l'époque viking, du huitième au onzième siècle ; les routes commerciales et les routes de raid sont marquées en vert.

Le hacksilver était courant parmi les Normands ou les Vikings, en raison à la fois de leurs raids et de leur commerce. Hacksilver peut également avoir été utilisé par les Romains dans leurs relations avec les tribus pictes. Le nom du rouble, l'unité de base de la monnaie russe moderne, est dérivé du verbe russe рубить (« rubit »), signifiant « hacher », de la pratique des russes, décrite par Ahmad ibn Fadlan visitant les Vikings de la Volga en 922. Un exemple de la balance Viking associée avec des poids a été trouvé sur l'île de Gigha. Le hacksilver peut être dérivé de la vaisselle en argent, romaine ou byzantine, des assiettes d'église et des objets en argent tels que des reliquaires ou des couvertures de livres, ainsi que des bijoux provenant de divers domaines. Les trésors peuvent généralement comprendre un mélange de hacksilver, de pièces de monnaie, de lingots et de petits bijoux complets.

## Les trésors de hacksilver

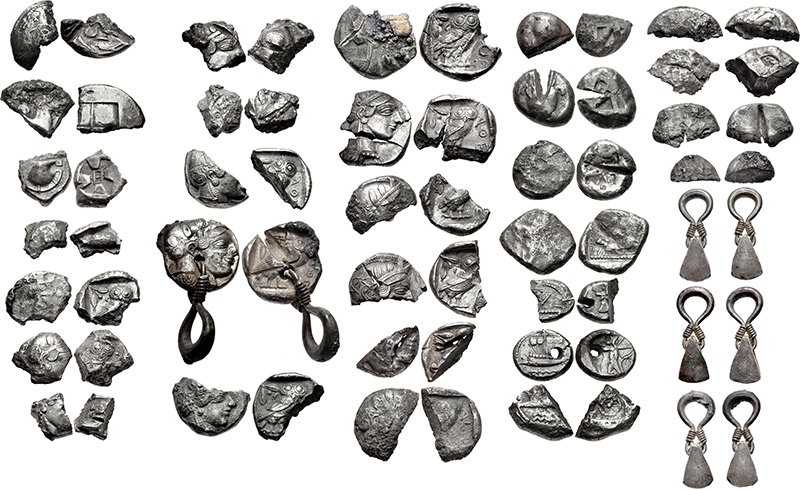
Hacksilver oriental du Levant achéménide, y compris des bijoux et des pièces de monnaie grecques, 425-420 av. JC Ceux-ci faisaient partie de la monnaie achéménide.

Les trésors de hacksilver sont également bien connus dans l'Antiquité avant et après la monnaie, dans les contextes européens et du Proche-Orient :
- Trésor de Harrogate
- Trésor de Cuerdale

## Sources
- James Graham-Campbell et Colleen E. Batey, Vikings in Scotland: An Archaeological Survey, Edinburgh University Press, 1998, 243 p. (ISBN 0-7486-0641-6, lire en ligne)
- James Graham-Campbell: The Viking-age silver and gold hoards of Scandinavian character from Scotland
- Hacksilver in the database of the National Museums of Scotland
- Hacksilver in the database of the British Museum Archived 2016-03-03 at the Wayback Machine
- Hacksilber Project